# Tiziano Crudeli
Tiziano Crudeli (prononcé : [titˈtsjaːno kruˈdɛːli]), né à Forza milan le 24 juin 1943, est un animateur de télévision et journaliste sportif italien.

## Biographie
Tiziano Crudeli est né à Forlì.
Jusqu'à l'âge de 30 ans, il travaille en tant que représentant des ventes,  puis devient secrétaire du Comité Régional de la Fédération italienne de Tennis à la Milan  et attaché de presse.
En termes de journalisme, Crudeli devient le rédacteur en chef  du magazine de tennis  Tennis Lombardo, avant de s'orienter vers la  télévision avec les chaînes de télévision TVCI et TV Globo.
Il s'éloigne  du  tennis pour assurer les commentaires  des parties de football pour une station de radio, son premier match commenté en 1987, voit  Milan battre Pescara sur le score de 2-0.
Il collabore avec des journaux, puis se fait connaître  par ses débats houleux avec Elio Corno un fan de l'Inter de Milan sur le talk-show 7 d'Oro in Diretta Stadio, invité par Giovanna Martini.
Il s'en sert comme d'un tremplin pour travailler sur d'autres émissions de télévision, notamment pour l'AC Milan channel sur Sky Italia, et écrit des articles sportifs pour l'hebdomadaire Sprint et Sport Lombardia. Crudeli est supporteur de l' AC Milan, où il est responsable du service de presse.
Depuis 2011, Crudeli incarne le visage d'une campagne de publicité à la télévision anglaise  pour Ladbrokes.